# Варандаш, Фредерику
Фредерику Нуну Фару Варандаш (порт. Frederico Nuno Faro Varandas; род. 19 сентября 1979, Лиссабон) — португальский военный врач, президент лиссабонского футбольного клуба «Спортинг» с 9 сентября 2018 года.

## Биография
Родился 19 сентября 1979 года в Лиссабоне в семье спортсменов.
Лиценциат медицины, окончил медицинский факультет Нового университета Лиссабона в 2005 году. Впоследствии получил специализацию в области физической и реабилитационной медицины, а также спортивной медицины. Позже обучался военной медицине и служил капитаном в сухопутных войсках Португалии. Службу нёс в элитном подразделении коммандос в «Quick Reaction Force», входящем в Международные силы содействия безопасности (возглавляемый НАТО контингент, действовавший на территории Афганистана с 2001 года). За службу в Афганистане был награждён памятной медалью «За кампании», медалью Афонсо Энрикеса (2008), а также медалью НАТО (2010).
Свою карьеру в спорте начал в 2007 году в клубе Витория города Сетубал. В 2009 году стал медицинским директором клуба. В июле 2011 года стал врачом команды юниоров футбольного клуба «Спортинг» в Лиссабоне. В 2015 году Леонарду Жардим — тренер французского клуба «Монако», пытался пригласить Варандаша в свой клуб. Однако Фредерику стал медицинским директором «Спортинга» и впоследствии баллотировался на пост президента этого клуба. В сентябре 2018 года занял этот пост, сменив Артура Торреса Перейру.
Фредерику Варандаш был основателем и президентом Международных дней спортивной медицины клуба «Спортинг» (Jornadas Internacionais de Medicina Desportiva do Sporting Clube de Portugal), стал автором более 30 статей на предмет медицинской реабилитации, принимал участие в симпозиумах и конгрессах на эту тему.
Во время пандемии COVID-19 Фредерику Варандаш вернулся к своему медицинскому прошлому и во время чрезвычайного положения в стране вернулся в больницу, где лечит и выхаживает заразившихся этим вирусом.